# Zheni A grupa
La Zheni A grupa (in cirillico Жени А група) è il massimo livello della pallacanestro femminile bulgara.
Fino al 2008 si chiamava Zheni Părva A-1 (in cirillico Жени Първа А-1, letteralmente Donne Prima A1).
La prima edizione si disputò nel 1945. Fino al 2007-08 erano sette le squadre che si contendevano il titolo di campione della Bulgaria, mentre tre facevano parte della seconda divisione, la Zheni Vtora A-2. Le società di quel campionato erano: Beroe 2007, Dunav Econt, Lukoil Neftochimik, Montana 2003, NSA Delta, Rilski Sportist e Slavia.

## Partecipanti
Nel 2017-18 le 11 squadre vengono divise in due gironi:
Girone Est
- Asenovets 2005
- Beroe Stara Zagora
- Cherno More Odessos
- Haskovo 2012, detentore
- Rilski Sportist Samokov

Girone Ovest
- Champion 2006 Sofia
- Levski Spartak Sofia
- Montana 2003, finalista
- NSA Delta
- Septemvri 97
- BK Slavia Sofia

## Albo d'oro
| Stagione | Vincitore            | Secondo posto        | Terzo posto             |
| -------- | -------------------- | -------------------- | ----------------------- |
| 1945     | Rakovski Sofia       | Slavia Sofia         | Levski Spartak Sofia    |
| 1946     | Rakovski Sofia       | Chavdar Sofia        | Slavia Sofia            |
| 1947     | Rakovski Sofia       | Levski Spartak Sofia | Slavia Sofia            |
| 1948     | Lokomotiv Sofia      | Levski Spartak Sofia |                         |
| 1949     | Lokomotiv Sofia      | Levski Spartak Sofia | P.Bonev Perushtitsa     |
| 1950     | Lokomotiv Sofia      | Levski Spartak Sofia | CSKA-AD Sofia           |
| 1951     | Lokomotiv Sofia      | CSKA-AD Sofia        | Levski Spartak Sofia    |
| 1952     | Lokomotiv Sofia      | Udarnik              | Akademik Sofia          |
| 1953     | Slavia Sofia         | Lokomotiv Sofia      | Levski Spartak Sofia    |
| 1954     | Slavia Sofia         | Lokomotiv Sofia      | Akademik Sofia          |
| 1955     | Slavia Sofia         | Akademik Sofia       | Lokomotiv Sofia         |
| 1956     | Slavia Sofia         | Lokomotiv Sofia      | Akademik Sofia          |
| 1957     | Slavia Sofia         | Lokomotiv Sofia      | Levski Spartak Sofia    |
| 1958     | Slavia Sofia         | Lokomotiv Sofia      | NSA Delta               |
| 1959     | Slavia Sofia         | Lokomotiv Sofia      | Akademik Sofia          |
| 1960     | Akademik Sofia       | Slavia Sofia         | Lokomotiv Sofia         |
| 1961     | Slavia Sofia         | Akademik Sofia       | Lokomotiv Sofia         |
| 1962     | Slavia Sofia         | Akademik Sofia       | Lokomotiv Sofia         |
| 1963     | Slavia Sofia         | Akademik Sofia       | Lokomotiv Sofia         |
| 1964     | Slavia Sofia         | Akademik Sofia       | Lokomotiv Sofia         |
| 1965     | Slavia Sofia         | Akademik Sofia       | Lokomotiv Sofia         |
| 1966     | Akademik Sofia       | Slavia Sofia         | Levski Spartak Sofia    |
| 1967     | Lokomotiv Sofia      | Akademik Sofia       | Slavia Sofia            |
| 1968     | Akademik Sofia       | Slavia Sofia         | Lokomotiv Sofia         |
| 1969     | Akademik Sofia       | Maritza Plovdiv      | Slavia Sofia            |
| 1970     | Akademik Sofia       | Maritza Plovdiv      | Slavia Sofia            |
| 1971     | Maritza Plovdiv      | Slavia Sofia         | Akademik Sofia          |
| 1972     | Minyor Pernik        | Maritza Plovdiv      | Levski Spartak Sofia    |
| 1973     | Maritza Plovdiv      | Minyor Pernik        | Levski Spartak Sofia    |
| 1974     | Maritza Plovdiv      | Akademik Sofia       | Minyor Pernik           |
| 1975     | Akademik Sofia       | Minyor Pernik        | Maritza Plovdiv         |
| 1976     | Akademik Sofia       | Minyor Pernik        | Lokomotiv Sofia         |
| 1977     | Minyor Pernik        | Akademik Sofia       | Lokomotiv Sofia         |
| 1978     | Minyor Pernik        | Maritza Plovdiv      | Akademik Sofia          |
| 1979     | Minyor Pernik        | Levski Spartak Sofia | Maritza Plovdiv         |
| 1980     | Levski Spartak Sofia | Minyor Pernik        | Maritza Plovdiv         |
| 1981     | Minyor Pernik        | Akademik Sofia       | Slavia Sofia            |
| 1982     | Akademik Sofia       | Levski Spartak Sofia | Minyor Pernik           |
| 1983     | Levski Spartak Sofia | Kremikovtsi          | Akademik Sofia          |
| 1984     | Levski Spartak Sofia | Kremikovtsi          | Minyor Pernik           |
| 1985     | Levski Spartak Sofia | Lokomotiv Sofia      | Maritza Plovdiv         |
| 1986     | Levski Spartak Sofia | Lokomotiv Sofia      | Minyor Pernik           |
| 1987     | Levski Spartak Sofia | Minyor Pernik        | Lokomotiv Sofia         |
| 1988     | Levski Spartak Sofia | Minyor Pernik        | Akademik Sofia          |
| 1989     | Kremikovtsi          | Levski Spartak Sofia | Minyor Pernik           |
| 1990     | Beroe                | Levski Spartak Sofia | Lokomotiv Sofia         |
| 1991     | Lokomotiv Sofia      | Beroe                | Slavia Sofia            |
| 1992     | Beroe                | Slavia Sofia         | Levski Spartak Sofia    |
| 1993     | Kremikovtsi          | Montana 2003         | Dorostol                |
| 1994     | Levski Spartak Sofia | Beroe                | Welt 94 Veliko Tarnovo  |
| 1995     | Montana 2003         | Septemvri 97         | Minyor Pernik           |
| 1996     | Minyor Pernik        | Maritza Plovdiv      | Kremikovtsi             |
| 1997     | Kremikovtsi          | Cherno More Odessos  | Montana 2003            |
| 1998     | Kremikovtsi          | Montana 2003         | Burgas                  |
| 1999     | Kremikovtsi          | Montana 2003         | Burgas                  |
| 2000     | Montana 2003         | Slavia Sofia         | Levski Spartak Sofia    |
| 2001     | Akademik Plovdiv     | Slavia Sofia         | Levski Spartak Sofia    |
| 2002     | Slavia Sofia         | Akademik Plovdiv     | Burgas                  |
| 2003     | Slavia Sofia         | Akademik Plovdiv     | Burgas                  |
| 2004     | Slavia Sofia         | Levski Spartak Sofia | Burgas                  |
| 2005     | Burgas               | Levski Spartak Sofia | Beroe                   |
| 2006     | Burgas               | Beroe                | Rilski Sportist Samokov |
| 2007     | CSKA-AD Sofia        | Burgas               | Beroe                   |
| 2008     | Dunav Ruse           | Burgas               | Beroe                   |
| 2009     | Burgas               | Dunav Ruse           | Montana 2003            |
| 2010     | Burgas               | Dunav Ruse           | Montana 2003            |
| 2011     | Burgas               | Levski Spartak Sofia | Dunav Ruse              |
| 2012     | Dunav Ruse           | Burgas               | Montana 2003            |
| 2013     | Dunav Ruse           | Burgas               | Montana 2003            |
| 2014     | Dunav Ruse           | Levski Spartak Sofia | Chaskovo 2012           |
| 2015     | Dunav Ruse           | Burgas               | Haskovo 2012            |
| 2016     | Montana 2003         | Chaskovo 2012        | Dunav Ruse              |
| 2017     | Haskovo 2012         | Montana 2003         | Beroe                   |
| 2018     | Montana 2003         | Beroe                | Slavia Sofia            |
| 2019     | Montana 2003         | Beroe                | Lokomotiv Stara Zagora  |
| 2020     | non assegnato        | non assegnato        | non assegnato           |
| 2021     | Beroe                | Montana 2003         | Slavia Sofia            |
| 2022     | Beroe                | Montana 2003         | Slavia Sofia            |
| 2023     | Beroe                | Montana 2003         | Rilski Sportist Samokov |
| 2024     | Beroe                | Montana 2003         | Rilski Sportist Samokov |
| 2025     | Montana 2003         | Beroe                | Rilski Sportist Samokov |

## Vittorie per club
| Club                 | Città        | Titolo | Anno                                                                                     |
| -------------------- | ------------ | ------ | ---------------------------------------------------------------------------------------- |
| Slavia Sofia         | Sofia        | 15     | 1953, 1954, 1955, 1956, 1957, 1958, 1959, 1961, 1962, 1963, 1964, 1965, 2002, 2003, 2004 |
| Akademik Sofia       | Sofia        | 8      | 1960, 1966, 1968, 1969, 1970, 1975, 1976, 1982                                           |
| Levski Spartak Sofia | Sofia        | 8      | 1980, 1983, 1984, 1985, 1986, 1987, 1988, 1994                                           |
| Lokomotiv Sofia      | Sofia        | 7      | 1948, 1949, 1950, 1951, 1952, 1967, 1991                                                 |
| Minyor Pernik        | Pernik       | 6      | 1972, 1977, 1978, 1979, 1981, 1996                                                       |
| Beroe                | Stara Zagora | 6      | 1990, 1992, 2021, 2022, 2023, 2024                                                       |
| Montana 2003         | Montana      | 6      | 1995, 2000, 2016, 2018, 2019, 2025                                                       |
| Kremikovtsi          | Sofia        | 5      | 1989, 1993, 1997, 1998, 1999                                                             |
| Burgas               | Burgas       | 5      | 2005, 2006, 2009, 2010, 2011                                                             |
| Dunav Ruse           | Ruse         | 5      | 2008, 2012, 2013, 2014, 2015                                                             |
| Rakovski Sofia       | Sofia        | 3      | 1945, 1946, 1947                                                                         |
| Maritza Plovdiv      | Plovdiv      | 3      | 1971, 1973, 1974                                                                         |
| Akademik Plovdiv     | Plovdiv      | 1      | 2001                                                                                     |
| CSKA-AD Sofia        | Sofia        | 1      | 2007                                                                                     |
| Haskovo 2012         | Haskovo      | 1      | 2017                                                                                     |